# Lukács evangélista
Lukács evangélista (? – 84 körül) a négy evangélista egyike. A keresztény hagyomány szerint a harmadik evangélium és Az apostolok cselekedetei című kanonikus bibliai könyv írója. A szíriai Antiokheia városában született. Életéről keveset tudunk: csak Pál apostol kolosszébeliekhez írt levele alapján feltételezik, hogy eredeti foglalkozása szerint orvos volt. A hagyomány azt tartja, hogy kedvelte a festészetet, képfaragást, szónoklatot. Pál apostol térítette meg, és Lukács őt követte apostoli útjában. Péter és Pál apostolok halála után bejárta Itáliát, Galliát, Dalmáciát, Makedoniát. Mások szerint tanított Egyiptomban, Líbiában, Tebaiszban. Szigorú böjttel és más vezekléssel sanyargatta magát. 84 éves korában Patrasban, Achája városában vértanúhalált szenvedett.
Achájában temettették el, de a 4. században a testét Konstantinápolyba vitték és ott az apostolokról nevezett templomban helyezték el Szent András és Szent Timóteus mellé. Fejét Nagy Szent Gergely pápa Rómába vitette Szent András templomába. Mások szerint Prágába került. Testének többi részét több más templomnak osztották szét. Padovában már 1177-től őriznek egy koponya nélküli csontvázat, amelyet - korábban Lukács evangélista ereklyéje néven tiszteltek -, és 1998-ban tudományosan megvizsgáltak aminek eredménye alátámasztja az ókori írásokat Lukácsról.
A keresztény ikonográfiai attribútuma általában a szárnyas bika. 
Rómában a Santa Maria Maggiore-bazilikában és Loretóban olyan Szűz Mária képet őriznek, amelyet a hagyomány szerint Lukács festett. A középkorban a festők védőszentjükül választották, ezért sok helyen a festők és rokon művészek céhét Lukács-céhnek nevezték. Némely város Lukács-céhébe tartoztak a fafaragók, az aranyverők, az ötvösök, a vésnökök és egyéb ágai az iparnak; Delftben a fajanszfestők és gyárosok szintén a Lukács-céh tagjai voltak.